# Helfenberg
Helfenberg è un comune austriaco di 1 004 abitanti nel distretto di Rohrbach, in Alta Austria.

## Monumenti e luoghi d'interesse
- Castello di Helfenberg
- Castello di Piberstein, nella omonima località.